# 雨宮正利

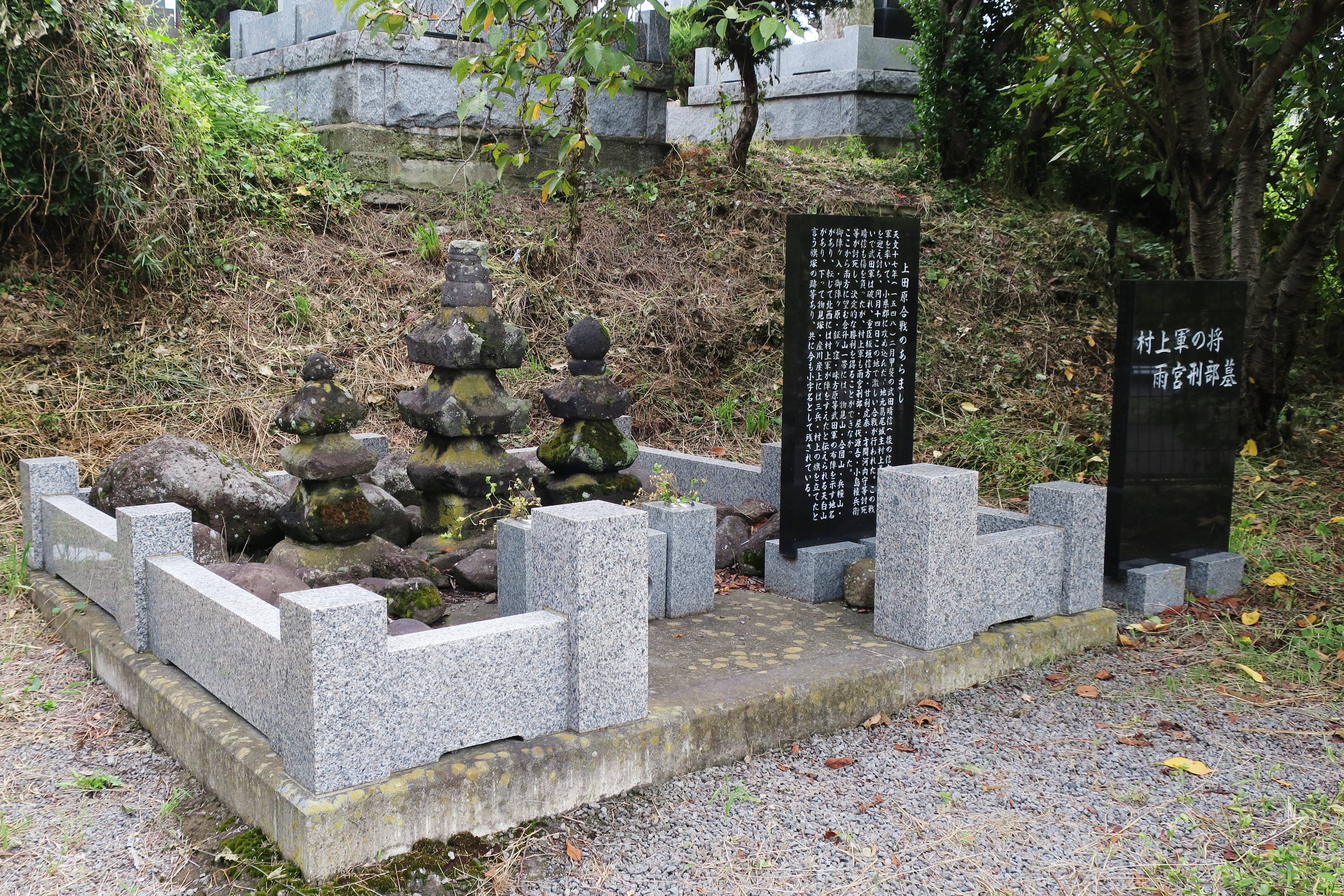
雨宮刑部正利の墓（長野県上田市）

雨宮 正利（あめのみや まさとし）は、戦国時代の武将。信濃村上氏の家臣。信濃国唐崎城主。

## 略歴
清野清秀の子として誕生。雨宮昌秀の養子に入る。
村上氏の一族で村上義清に従った。北信濃に侵攻する甲斐武田氏と激しく対立し、天文17年（1548年）の上田原の戦いで武田晴信と戦い戦死した。